# Motherboard Monitor
Motherboard Monitor war eine Software, die der Überwachung wichtiger Komponenten auf der Hauptplatine (Motherboard) eines PCs hinsichtlich thermischer und elektrischer Größen diente und damit unter Umständen die frühzeitige Diagnose bestimmter Probleme im Bereich dieser Hardware ermöglichte.
Konkret wurden an Komponenten wie z. B. der CPU die vorliegenden Temperaturen, Spannungen und Stromstärken ermittelt. Verließ einer der überwachten Werte einen zuvor festgelegten Bereich, konnte Motherboard Monitor reagieren, indem Warnungen (akustisch und/oder optisch) ausgegeben, ein zuvor festgelegtes Programm gestartet oder der Rechner heruntergefahren wurde.
Im Juli 2004 wurde die Weiterentwicklung der Software eingestellt. Der Autor nennt die fehlende Unterstützung der Hauptplatinen-Hersteller sowie die Vielzahl neuer Grafikkarten-Sensoren als Gründe. Trotz der offiziellen Einstellung der Entwicklung von Motherboard Monitor gab es am 13. September 2006 noch ein Update, das Boards neueren Datums besser unterstützt. Damit lautet die aktuelle Version nun 5.3.7.0 Update 2.

## Kritik
Problematisch dabei ist, dass dem Programm bekannt sein muss, welchen Typs das überwachte Motherboard ist. Ist der Typ der zu überwachenden Platine nicht bekannt oder wird diese vom Programm nicht unterstützt, ist der Einsatz von Motherboard Monitor praktisch unmöglich, da dann sehr detaillierte Kenntnisse über die einzelnen Komponenten des Motherboards vorhanden sein müssten.